# 대덕고등학교
대덕고등학교(大德高等學校)는 대한민국 대전광역시 유성구 도룡동에 위치한 공립 고등학교이다.

## 학교 연혁
- 1980년 11월 26일 : 대덕중·고등학교 설립인가(중 3학급, 고 6학급)
- 1981년 3월 11일 : 개교
- 1992년 12월 23일 : 대덕중학교 분리 이전
- 1998년 10월 20일 : 신관 준공(교실 16실, 강당 1실)
- 1999년 6월 5일 : 급식실 준공(현, 미래교실)
- 2003년 1월 4일 : 본관 증축(교실 19실)
- 2009년 2월 25일 : 급식실 증축
- 2010년 10월 13일 : 본관 증축(교실 6실, 특별실 2실)
- 2018년 12월 31일 : 급식실 신축
- 2022년 2월 11일 : 교과특성화학교(AI 기반 창의·융합교육) 지정
- 2023년 3월 1일 : 고교학점제 연구학교 지정 운영 ( ~ 2025.02.28.)
- 2024년 1월 5일 : 제41회 졸업 158명(총 졸업생 14,025명)
- 2024년 3월 1일 : 제20대 이명우 교장 취임
- 2024년 3월 4일 : 제44회 입학식(10학급 198명)

## 참고 자료
- 대덕고등학교 - 한국교육학술정보원 학교알리미